# Kurt Svensson
Kurt Svensson (1927. április 15. – 2016. július 11.) svéd labdarúgó, edző. 2015. február 2-án Karl-Erik Palmér halála után ő lett az utolsó élő játékos az 1950-es világbajnokságon részt vevő svéd válogatott labdarúgó.
A svéd válogatott tagjaként részt vett az 1950-es világbajnokságon, mint tartalék játékos, de pályára nem lépett.